# Leżak

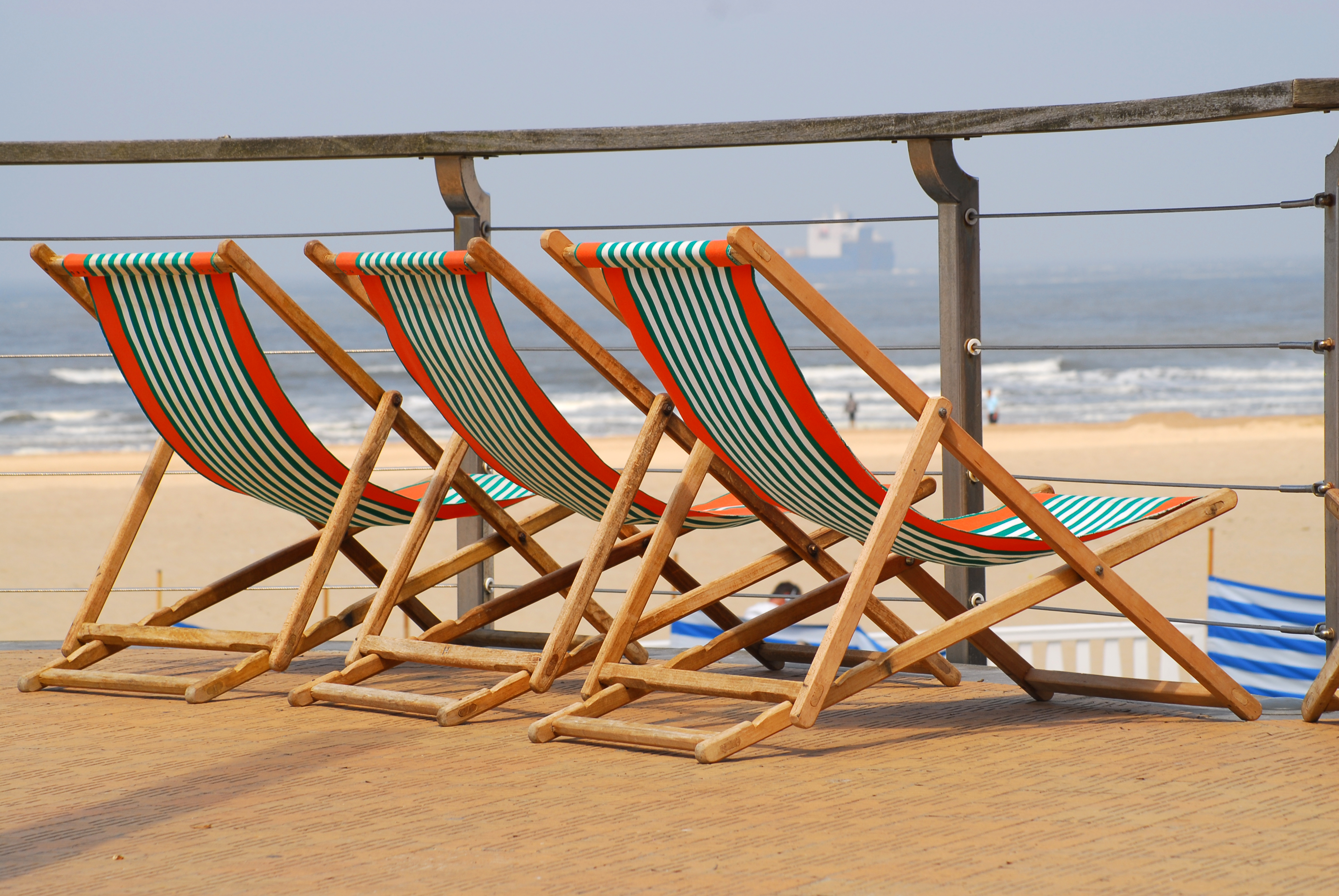
Leżaki na plaży

Leżak – składane krzesło do leżenia. 
Leżaki mogą być wykonane z wielu różnych materiałów. Dzięki możliwości złożenia są łatwe w transporcie, można również układać je jeden na drugim, co ułatwia magazynowanie.
Leżaki, z racji ciągłego narażenia na trudne warunki pogodowe, muszą być odporne na wilgoć i zmienne temperatury. W przypadku leżaków drewnianych, za najbardziej trwały meteriał uznaje się głównie drewno pochodzące z drzew gatunków egzotycznych: eukaliptus, bangkirai czy drewno tekowe. Do produkcji leżaka można jednak użyć również rodzimych gatunków: sosny, świerku, dębu, buku, brzozy, olchy czy akacji. Należy je wcześniej dobrze zabezpieczyć i regularnie konserwować.
Składane krzesła były znane już w starożytnym Egipcie, Grecji i Rzymie. Leżak w dzisiejszej formie stał się popularny w latach 60. XIX wieku, początkowo na pokładach statków, stąd jego nazwy w niektórych językach: ang. deckchair (krzesło pokładowe) czy fr. chaise transat (krzesło transatlantyckie). Nie jest pewne, czy pojawił się najpierw w Stanach Zjednoczonych czy Wielkiej Brytanii. Później zaczęto go używać także na plażach, basenach, działkach itp.

## Galeria

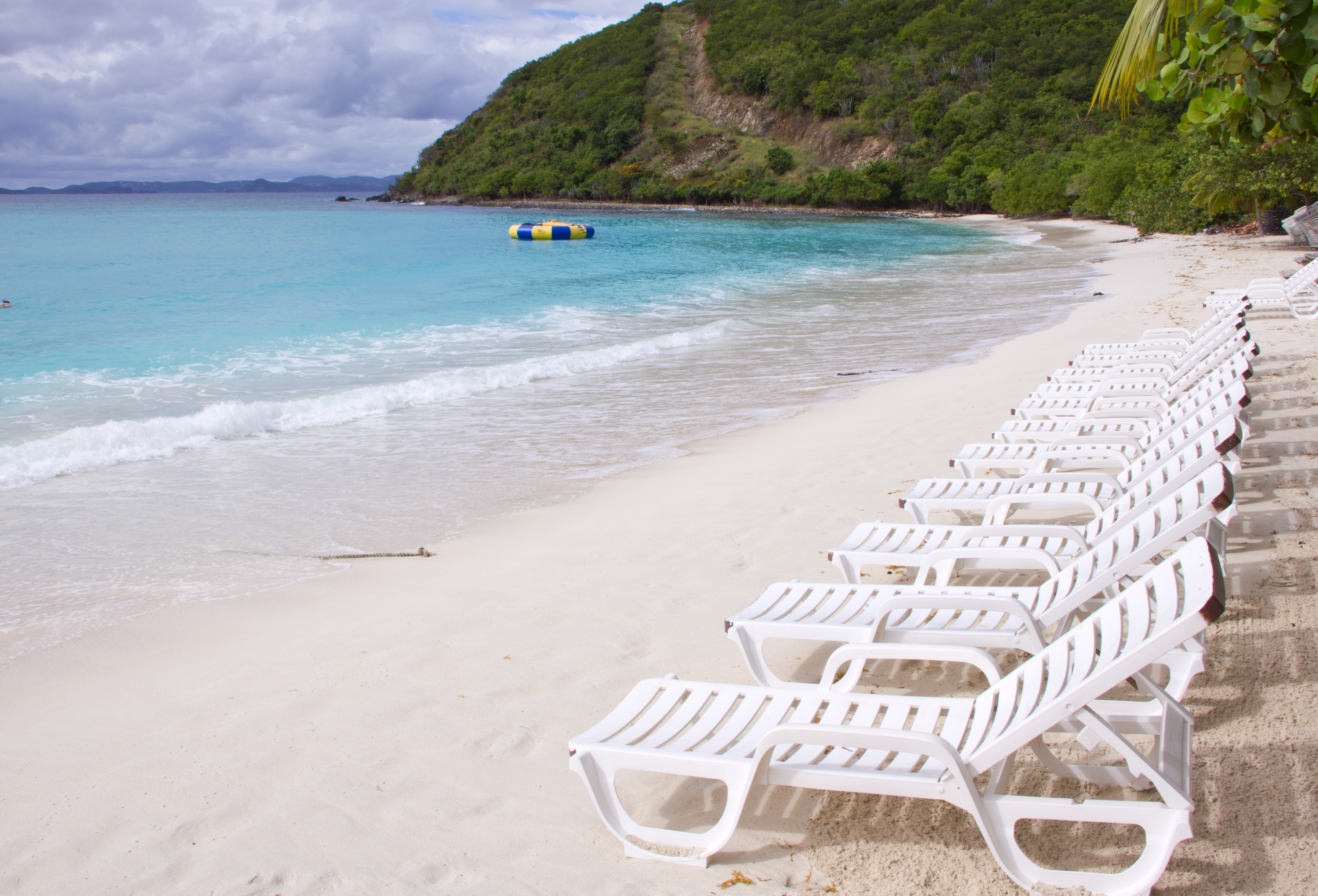
Plastikowe leżaki
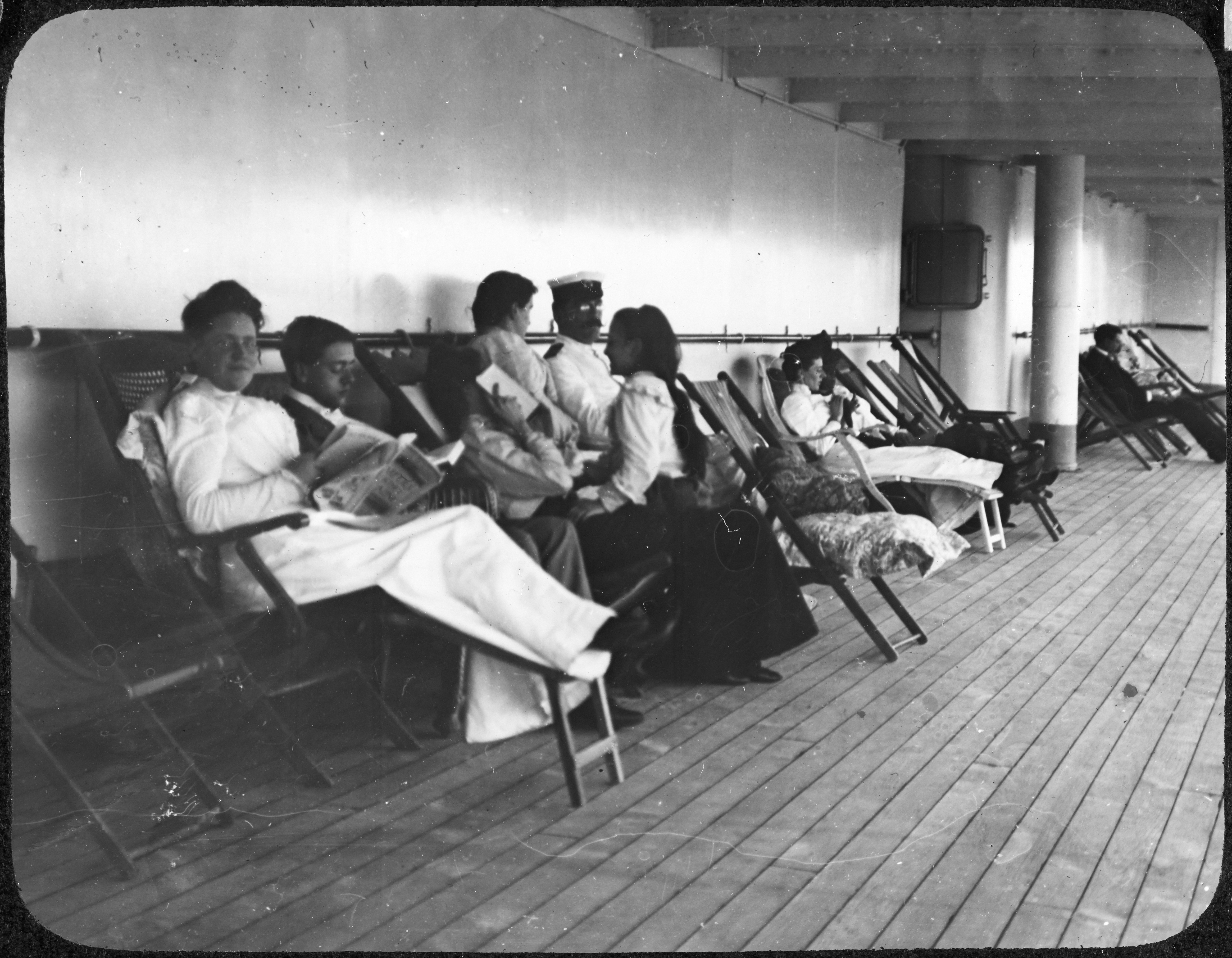
Leżaki na statku w 1902 roku